# Z22

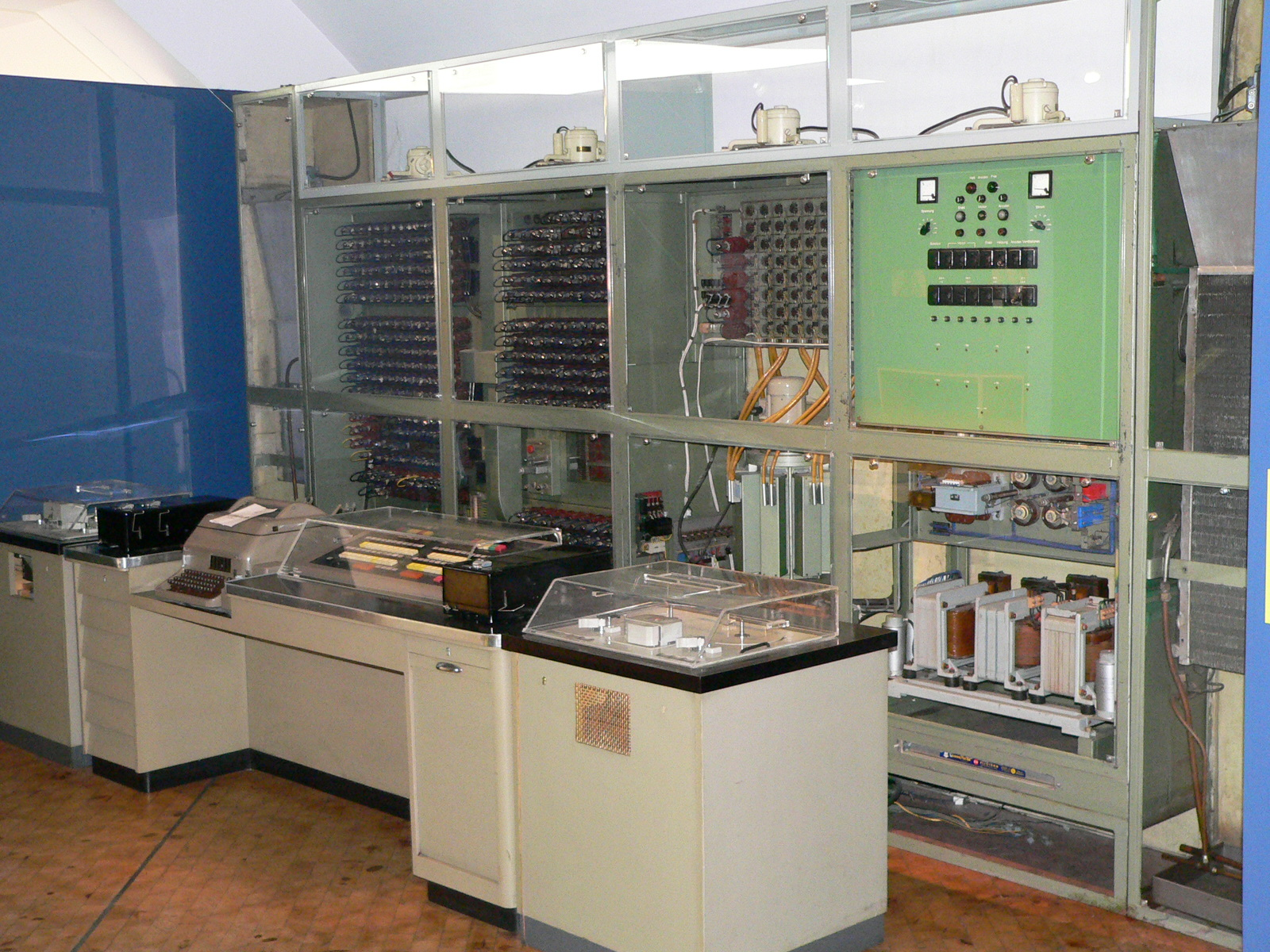
Z22 в Техническом музее Берлина

Z22 — первый компьютер с памятью на магнитных носителях, разработанный компанией Конрада Цузе Zuse KG. Z22 стал одним из первых в мире серийных компьютеров, его разработка была завершена около 1955 года. Первые собранные машины были поставлены в города Берлин и Ахен.
Кроме того, это была одна из первых в мире вычислительных машин, использующих память на магнитных носителях. Технологии памяти на основе магнитных сердечников и магнитных барабанов были разработаны за несколько лет до завершения разработки Z22 и, по слухам, использовались в прототипах военных компьютеров. Так, считается, что магнитные сердечники были использованы для американского компьютера «Торнадо» (англ. Whirlwind) уже в 1953 году, ещё раньше стала доступной технология памяти на магнитных барабанах.
Компьютер был выполнен на основе 500 вакуумных ламп и 2400 диодов и работал с тактовой частотой 140 кГц с механической стабилизацией.

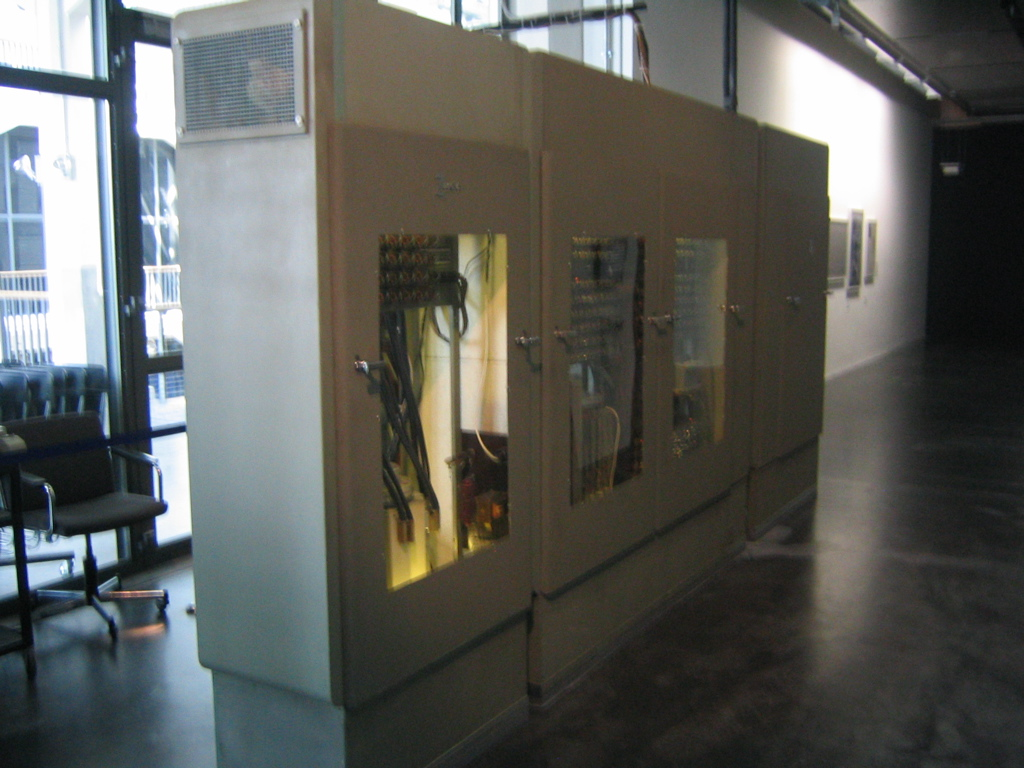
Полностью работоспособный Z22 в Центре искусства и медиатехнологии, Карлсруэ

Числовой модуль Z22 применялся для вычислений с плавающей запятой и работал с 38-битным машинным словом. Это позволяло ему выполнять операции сложения за 0,6 мс, операции умножения — за 10 мс, операции деления — за 60 мс, и операции извлечения квадратного корня — за 200 мс. Ввод данных осуществлялся при помощи перфорированной ленты со скоростью 200 символов в секунду. Вывод — на такую же перфорированную ленту или на пишущую машинку.
Носитель информации представлял собой магнитный барабан со скоростью вращения 6000 об/мин, на который записывались данные. Система поддерживала 8192 слова памяти, 25 из которых записывались на ферритовые сердечники. Модифицированная версия Z22R оснащалась дополнительной памятью с ферритовыми сердечниками.
Машина потребляла около 3,5 киловатт электроэнергии и весила около 1 тонны.
Для своего времени Z22 обеспечивал довольно гибкую систему программирования и обладал эффективной конструкцией. Компьютер поставлялся на предприятия оптической промышленности и в университеты. Стоимость машины составляла 250 тысяч немецких марок. Всего было продано 50 таких компьютеров внутри Германии и ещё 5 поставлено в другие страны.
Оригинальный экземпляр компьютера демонстрируется в «Музее Родины» в Хюнфельде (Германия).